# Psychoda divaricata
Psychoda divaricata és una espècie d'insecte dípter pertanyent a la família dels psicòdids que es troba a Sud-amèrica: Santa Catarina (el Brasil).